# Bellanca SE
El Bellanca XSE-1 fue un monoplano de exploración estadounidense, basado en portaaviones, diseñado y construido para la Armada de los Estados Unidos por la Bellanca Aircraft Company.

## Diseño y desarrollo
El XSE-1 era un monoplano de cabina biplaza y de ala alta, con alas plegables y equipado con un motor radial Wright R-1820F de 650 hp (485 kW). No entró en producción y sólo fue construido el prototipo. Dicho prototipo fue modificado con una cola mayor, fuselaje reforzado y motor R-1510, siendo denominado XSE-2.

## Variantes
XSE-1
Monoplano de observación, uno construido.
XSE-2
Modificación del XSE-1, con motor R-1510.

## Operadores
Estados Unidos
- Armada de los Estados Unidos

## Especificaciones
Referencia datos: aerofiles.com

### Características generales
- Tripulación: Dos.
- Longitud: 9,1 m
- Envergadura: 15,2 m
- Planta motriz: 1× motor radial de 9 cilindros refrigerado por aire Wright R-1820F.
  - Potencia: 484,7 kW (650 hp)

### Rendimiento
- Velocidad nunca excedida (Vne): 276,8 km/h
- Techo de vuelo: 6461,8 m (21200 pies)

### Secuencias de designación
- Secuencia Militar (de Bellanca): C-27 - X-855e - XSE - XSOE - YO-50
- Secuencia S_E (Aviones de exploración (Scout) de la Armada estadounidense, 1922-1946 (Bellanca, 1931-1937)): SE

### Listas relacionadas
- Anexo:Aeronaves militares de los Estados Unidos (navales)